# Nazioni partecipanti al Junior Eurovision Song Contest
     anni 2000
     anni 2010
     anni 2020

La mappa mostra il debutto, nell'Eurovision, di ciascun paese per decennio:
anni 2000
anni 2010
anni 2020

Le Nazioni partecipanti al Junior Eurovision Song Contest sono quarantuno da quando il festival è cominciato nel 2003. Di queste, undici hanno vinto almeno una volta la competizione, organizzata dall'Unione europea di radiodiffusione (UER), che si tiene ogni anno, in uno dei tanti paesi dell'Unione. Le emittenti dei diversi paesi presentano canzoni alla manifestazione, e alla votazione per determinare il più popolare al concorso.
La partecipazione al concorso è principalmente aperta a tutte le emittenti membri attivi dell'UER. Per essere un membro attivo, le emittenti devono far parte della zona europea di radiodiffusione, o essere in un paese membro del Consiglio d'Europa. L'ammissibilità a partecipare, quindi, non è determinata dall'inclusione geografica all'interno del continente europeo, né ha un collegamento diretto con l'Unione europea. Infatti diversi paesi geograficamente al di fuori dei confini dell'Europa hanno gareggiato, come ad esempio: Israele, Cipro e Armenia, nell'Asia occidentale, rispettivamente dal 2012, 2003 e dal 2007; mentre l'Australia ed il Kazakistan che hanno debuttato come emittenti associate rispettivamente nel 2015 e nel 2018. Inoltre, molti paesi transcontinentali, con solo una parte del loro territorio appartenente all'Europa, hanno gareggiato: Russia, dal 2005; Georgia, dal 2007; e l'Azerbaigian, che ha fatto la sua prima apparizione nell'edizione 2012.

## Partecipazioni mancate
Alcuni paesi hanno tentato di partecipare alla manifestazione in passato ma per motivi vari non sono mai entrati in gara. Queste nazioni rappresentano le cosiddette partecipazioni mancate all'Eurovision, tra le quali si ricordano soprattutto quella della Bosnia ed Erzegovina quella della Slovacchia.
Anche il Kosovo ha tentato di partecipare, ma non essendo riconosciuto come vero e proprio stato perché amministrativamente parte di un altro paese, non ha mai partecipato. Questo è avvenuto anche per alcune Home Nations del Regno Unito (Galles e Scozia) ed alcune regioni della Spagna (Catalogna).
- paesi che potrebbero formalmente debuttare;
- paesi che avrebbero dovuto debuttare in passato, ma non hanno mai partecipato.

| Paese                | Rete/i televisiva/e |
| -------------------- | ------------------- |
| Kosovo               | RTK                 |
| Bosnia ed Erzegovina | BHRT                |
| Slovacchia           | RTVS                |
| Scozia (Regno Unito) | BBC Scotland o STV  |
| Catalogna (Spagna)   | TV3                 |

## Paesi non più esistenti ma che hanno partecipato
Al Junior Eurovision, hanno partecipato anche paesi o federazioni che poi però si sono disgregati e paesi con forme di governo e denominazioni che sono mutate col tempo. È il caso della Serbia e Montenegro, che è rimasta con questa denominazione solo fino al 2006.
| Paese               | Anno di debutto | Ultima partecipazione | Nº di partecipazioni | Vittorie | Miglior risultato   | Rete/i televisiva/e |
| ------------------- | --------------- | --------------------- | -------------------- | -------- | ------------------- | ------------------- |
| Serbia e Montenegro | 2005            | 2005                  | 1                    | 0        | 13º 2005 (29 punti) | UJRT                |

## Membri dell'UER che non partecipano
Di seguito, una tabella riassuntiva, di altri paesi membri dell'UER, che non hanno mai voluto partecipare:
| Paese                | Rete/i televisiva/e |
| -------------------- | ------------------- |
| Algeria              | ENTV ENRS TDA       |
| Andorra              | RTVA                |
| Austria              | ORF                 |
| Città del Vaticano   | RV                  |
| Egitto               | ERTU                |
| Finlandia            | Yle                 |
| Islanda              | RÚV                 |
| Libano               | Télé-Liban          |
| Libia                | LNC                 |
| Lussemburgo          | RTL                 |
| Marocco              | TVM                 |
| Principato di Monaco | TVM                 |
| Repubblica Ceca      | ČT                  |
| Tunisia              | ERTT                |
| Turchia              | TRT                 |
| Ungheria             | Duna TV             |

## Partecipanti
La seguente tabella elenca i paesi, in ordine alfabetico, che hanno partecipato al concorso almeno una volta, con le rispettive reti televisive, il debutto e la loro ultima partecipazione. Ogni paese, inoltre, è dotato del proprio simbolo del Junior Eurovision: un cuore, contenente la propria bandiera.
Il paese che detiene il maggior numero di partecipazioni sono attualmente i Paesi Bassi, con 20 presenze sin dall'inizio della manifestazione.
Legenda
- paesi che si sono ritirati dalla manifestazione
- paesi che hanno sempre partecipato alla manifestazione (dal 2003)
- paesi attualmente esclusi dalla manifestazione

| Paese              | Anno di debutto | Ultima partecipazione | Nº di partecipazioni | Vittorie | Miglior risultato                       | Rete/i televisiva/e                                    |
| ------------------ | --------------- | --------------------- | -------------------- | -------- | --------------------------------------- | ------------------------------------------------------ |
| Albania            | 2012            | 2024                  | 10                   | 0        | 5º 2015 (93 punti)                      | RTSH                                                   |
| Armenia            | 2007            | 2024                  | 17                   | 2        | 1º 2021 (224 punti)                     | ARMTV                                                  |
| Australia          | 2015            | 2019                  | 5                    | 0        | 3º 2018 (201 punti)                     | SBS (2015-2016) ABC (2017-2019)                        |
| Azerbaigian        | 2012            | 2021                  | 4                    | 0        | 5º 2021 (151 punti)                     | İTV                                                    |
| Belgio             | 2003            | 2012                  | 10                   | 0        | 4º 2009 (113 punti)                     | VRT (olandese) (2003-2012) RTBF (francese) (2003-2005) |
| Bielorussia        | 2003            | 2020                  | 18                   | 2        | 1º 2005 (149 punti)                     | BTRC (2003-2021)                                       |
| Bulgaria           | 2007            | 2021                  | 7                    | 0        | 2º 2014 (147 punti)                     | BNT                                                    |
| Cipro              | 2003            | 2024                  | 10                   | 0        | 8º 2004 (134 punti)                     | CyBC                                                   |
| Croazia            | 2003            | 2014                  | 5                    | 1        | 1º 2003 (134 punti)                     | HRT                                                    |
| Danimarca          | 2003            | 2005                  | 3                    | 0        | 4º 2005 (121 punti)                     | DR                                                     |
| Estonia            | 2023            | 2024                  | 2                    | 0        | 14º 2024 (55 punti)                     | ERR                                                    |
| Francia            | 2004            | 2024                  | 8                    | 3        | 1º 2023 (228 punti)                     | France Télévisions                                     |
| Galles             | 2018            | 2019                  | 2                    | 0        | 18º 2019 (35 punti)                     | S4C                                                    |
| Georgia            | 2007            | 2024                  | 18                   | 4        | 1º 2016 (239 punti) 1º 2024 (239 punti) | GPB                                                    |
| Germania           | 2020            | 2024                  | 4                    | 0        | 9º 2023 (61 punti)                      | KiKA                                                   |
| Grecia             | 2003            | 2008                  | 6                    | 0        | 6º 2005 (88 punti)                      | ERT                                                    |
| Irlanda            | 2015            | 2024                  | 9                    | 0        | 4º 2022 (150 punti)                     | TG4                                                    |
| Israele            | 2012            | 2018                  | 3                    | 0        | 8º 2012 (68 punti)                      | IBA (2012-2016) IPBC (dal 2018)                        |
| Italia             | 2014            | 2024                  | 10                   | 1        | 1º 2014 (159 punti)                     | Rai                                                    |
| Kazakistan         | 2018            | 2022                  | 5                    | 0        | 2º 2019 (227 punti)                     | Khabar Agency                                          |
| Lettonia           | 2003            | 2011                  | 5                    | 0        | 9º 2003 (37 punti)                      | LTV                                                    |
| Lituania           | 2007            | 2011                  | 4                    | 0        | 3º 2008 (103 punti)                     | LRT                                                    |
| Macedonia del Nord | 2003            | 2024                  | 19                   | 0        | 5º 2007 (111 punti)                     | MRT                                                    |
| Malta              | 2003            | 2024                  | 20                   | 2        | 1º 2015 (185 punti)                     | PBS                                                    |
| Moldavia           | 2010            | 2013                  | 4                    | 0        | 6º 2011 (78 punti)                      | TRM                                                    |
| Montenegro         | 2014            | 2015                  | 2                    | 0        | 13º 2015 (36 punti)                     | RTCG                                                   |
| Norvegia           | 2003            | 2005                  | 3                    | 0        | 3º 2005 (123 punti)                     | NRK                                                    |
| Paesi Bassi        | 2003            | 2024                  | 22                   | 1        | 1º 2009 (121 punti)                     | AVRO (2003-2013) AVROTROS (dal 2014)                   |
| Polonia            | 2003            | 2024                  | 11                   | 2        | 1º 2019 (278 punti)                     | TVP                                                    |
| Portogallo         | 2006            | 2024                  | 9                    | 0        | 2º 2024 (213 punti)                     | RTP                                                    |
| Regno Unito        | 2003            | 2023                  | 5                    | 0        | 2º 2004 (140 punti)                     | ITV (2003-2005) BBC (dal 2022)                         |
| Romania            | 2003            | 2009                  | 7                    | 0        | 4º 2004 (123 punti)                     | TVR                                                    |
| Russia             | 2005            | 2021                  | 17                   | 2        | 1º 2017 (123 punti)                     | Rossija 1 (2005-2012) Karusel (2013-2022) NTV (2019)   |
| San Marino         | 2013            | 2024                  | 4                    | 0        | 10º 2013 (42 punti)                     | SMRTV                                                  |
| Serbia             | 2006            | 2022                  | 14                   | 0        | 3º 2007 (120 punti)                     | RTS                                                    |
| Slovenia           | 2014            | 2015                  | 2                    | 0        | 3º 2015 (112 punti)                     | RTV SLO                                                |
| Spagna             | 2003            | 2024                  | 10                   | 1        | 1º 2004 (171 punti)                     | RTVE                                                   |
| Svezia             | 2003            | 2014                  | 11                   | 0        | 3º 2006 (116 punti)                     | SVT (2003-2005, 2010-2014) TV4 (2006-2007, 2009)       |
| Svizzera           | 2004            | 2004                  | 1                    | 0        | 16º 2004 (4 punti)                      | RSI                                                    |
| Ucraina            | 2006            | 2024                  | 19                   | 1        | 1º 2012 (138 punti)                     | Suspil'ne                                              |

## Medagliere

### Legenda
- Paese non più esistente
- Paese ritiratosi dalla manifestazione

| Pos. | Paese               | Primo posto | Secondo posto | Terzo posto | Totale |
| ---- | ------------------- | ----------- | ------------- | ----------- | ------ |
| 1    | Georgia             | 4           | 2             | 1           | 7      |
| 2    | Francia             | 3           | 1             | 1           | 5      |
| 3    | Armenia             | 2           | 5             | 3           | 10     |
| 4    | Bielorussia         | 2           | 1             | 2           | 5      |
| 5    | Russia              | 2           | 1             | 1           | 4      |
| 6    | Polonia             | 2           | 1             | 0           | 3      |
| 7    | Malta               | 2           | 0             | 0           | 2      |
| 8    | Spagna              | 1           | 3             | 2           | 6      |
| 9    | Ucraina             | 1           | 2             | 1           | 4      |
| 10   | Paesi Bassi         | 1           | 1             | 0           | 2      |
| 11   | Croazia             | 1           | 0             | 1           | 2      |
| 11   | Italia              | 1           | 0             | 1           | 2      |
| 13   | Kazakistan          | 0           | 2             | 0           | 2      |
| 14   | Regno Unito         | 0           | 1             | 1           | 2      |
| 15   | Bulgaria            | 0           | 1             | 0           | 1      |
| 15   | Portogallo          | 0           | 1             | 0           | 1      |
| 17   | Australia           | 0           | 0             | 2           | 2      |
| 17   | Serbia              | 0           | 0             | 2           | 2      |
| 19   | Lituania            | 0           | 0             | 1           | 1      |
| 19   | Norvegia            | 0           | 0             | 1           | 1      |
| 19   | Slovenia            | 0           | 0             | 1           | 1      |
| 19   | Svezia              | 0           | 0             | 1           | 1      |
| 23   | Albania             | 0           | 0             | 0           | 0      |
| 23   | Azerbaigian         | 0           | 0             | 0           | 0      |
| 23   | Belgio              | 0           | 0             | 0           | 0      |
| 23   | Cipro               | 0           | 0             | 0           | 0      |
| 23   | Danimarca           | 0           | 0             | 0           | 0      |
| 23   | Estonia             | 0           | 0             | 0           | 0      |
| 23   | Galles              | 0           | 0             | 0           | 0      |
| 23   | Germania            | 0           | 0             | 0           | 0      |
| 23   | Grecia              | 0           | 0             | 0           | 0      |
| 23   | Irlanda             | 0           | 0             | 0           | 0      |
| 23   | Israele             | 0           | 0             | 0           | 0      |
| 23   | Lettonia            | 0           | 0             | 0           | 0      |
| 23   | Macedonia del Nord  | 0           | 0             | 0           | 0      |
| 23   | Moldavia            | 0           | 0             | 0           | 0      |
| 23   | Montenegro          | 0           | 0             | 0           | 0      |
| 23   | Romania             | 0           | 0             | 0           | 0      |
| 23   | San Marino          | 0           | 0             | 0           | 0      |
| 23   | Svizzera            | 0           | 0             | 0           | 0      |
| 23   | Serbia e Montenegro | 0           | 0             | 0           | 0      |

## Paesi partecipanti nei decenni

### Legenda
- "vincitore", il paese ha vinto il Junior Eurovision Song Contest in quell'anno;
- "secondo", il paese è arrivato secondo in quell'anno;
- "terzo", il paese è arrivato terzo in quell'anno;
- "rimanenti", il paese può essere arrivato dal quarto, al penultimo posto;
- "ultimo", il paese è arrivato ultimo in quell'anno;
- "debutto", il paese è debuttato in quell'anno;
- "non partecipante", il paese non ha partecipato o si è ritirato in quell'anno;

#### Anni 2000
| 2003–2009                       | 2003–2009 | 2003–2009 | 2003–2009 | 2003–2009                 | 2003–2009                 | 2003–2009                 | 2003–2009                 |
| Paesi partecipanti e debuttanti | 2003 (16) | 2004 (18) | 2005 (16) | 2006 (15)                 | 2007 (17)                 | 2008 (15)                 | 2009 (13)                 |
| ------------------------------- | --------- | --------- | --------- | ------------------------- | ------------------------- | ------------------------- | ------------------------- |
| Armenia                         |           |           |           |                           | 2                         | 8                         | 2                         |
| Belgio                          | 6         | 10        | 10        | 7                         | 15                        | 11                        | 4                         |
| Bielorussia                     | 4         | 14        | 1         | 2                         | 1                         | 6                         | 9                         |
| Bulgaria                        |           |           |           | 7                         | 7                         | 15                        |                           |
| Cipro                           | 14        | 8         |           | 8                         | 14                        | 10                        | 11                        |
| Croazia                         | 1         | 3         | 12        | 10                        |                           |                           |                           |
| Danimarca                       | 5         | 5         | 4         |                           |                           |                           |                           |
| Francia                         |           | 6         |           |                           |                           |                           |                           |
| Georgia                         |           |           |           |                           | 4                         | 1                         | 7                         |
| Grecia                          | 8         | 9         | 6         | 13                        | 17                        | 14                        |                           |
| Lettonia                        | 9         | 17=       | 11        |                           |                           |                           |                           |
| Lituania                        |           |           |           |                           | 13                        | 3                         |                           |
| Macedonia                       | 12        | 17        | 8         | 15                        | 5                         | 5                         | 12                        |
| Malta                           | 7         | 12        | 16        | 11                        | 12                        | 4                         | 8                         |
| Norvegia                        | 13        | 13        | 3         |                           |                           |                           |                           |
| Paesi Bassi                     | 11        | 11        | 7         | 12                        | 11                        | 13                        | 1                         |
| Polonia                         | 16        | 17=       |           |                           |                           |                           |                           |
| Portogallo                      |           |           |           | 14                        | 16                        |                           |                           |
| Regno Unito                     | 3         | 2         | 14        |                           |                           |                           |                           |
| Romania                         | 10        | 4         | 5         | 6                         | 10                        | 9                         | 13                        |
| Russia                          |           |           | 9         | 1                         | 6                         | 7                         | 3                         |
| Serbia                          |           |           |           | 5                         | 3                         | 12                        | 10                        |
| Serbia e Montenegro             |           |           | 13        | Nazione non più esistente | Nazione non più esistente | Nazione non più esistente | Nazione non più esistente |
| Spagna                          | 2         | 1         | 2         | 4                         |                           |                           |                           |
| Svezia                          | 15        | 15        | 15        | 3                         | 8                         |                           | 6                         |
| Svizzera                        |           | 16        |           |                           |                           |                           |                           |
| Ucraina                         |           |           |           | 9                         | 9                         | 2                         | 5                         |

#### Anni 2010
| 2010–2019                       | 2010–2019 | 2010–2019 | 2010–2019 | 2010–2019 | 2010–2019 | 2010–2019 | 2010–2019 | 2010–2019 | 2010–2019 | 2010–2019 |
| Paesi partecipanti e debuttanti | 2010 (14) | 2011 (13) | 2012 (12) | 2013 (12) | 2014 (16) | 2015 (17) | 2016 (17) | 2017 (16) | 2018 (20) | 2019 (19) |
| ------------------------------- | --------- | --------- | --------- | --------- | --------- | --------- | --------- | --------- | --------- | --------- |
| Albania                         |           |           | 12        |           |           | 5         | 13        | 13        | 17        | 17        |
| Armenia                         | 1         | 5         | 3         | 6         | 3         | 2         | 2         | 6         | 9         | 9         |
| Australia                       |           |           |           |           |           | 8         | 5         | 3         | 3         | 8         |
| Azerbaigian                     |           |           | 11        | 7         |           |           |           |           | 16        |           |
| Belgio                          | 7         | 7         | 5         |           |           |           |           |           |           |           |
| Bielorussia                     | 5         | 3         | 9         | 3         | 7         | 4         | 7         | 5         | 11        | 11        |
| Bulgaria                        |           | 8         |           |           | 2         | 9         | 9         |           |           |           |
| Cipro                           |           |           |           |           | 9         |           | 16        | 16        |           |           |
| Croazia                         |           |           |           |           | 16        |           |           |           |           |           |
| Francia                         |           |           |           |           |           |           |           |           | 2         | 5         |
| Galles                          |           |           |           |           |           |           |           |           | 20        | 18        |
| Georgia                         | 5         | 1         | 2         | 5         | 11        | 10        | 1         | 2         | 8         | 14        |
| Irlanda                         |           |           |           |           |           | 12        | 10        | 15        | 15        | 12        |
| Israele                         |           |           | 8         |           |           |           | 15        |           | 14        |           |
| Italia                          |           |           |           |           | 1         | 16        | 3         | 11        | 7         | 7         |
| Kazakistan                      |           |           |           |           |           |           |           |           | 6         | 2         |
| Lettonia                        | 10        | 12=       |           |           |           |           |           |           |           |           |
| Lituania                        | 6         | 10        |           |           |           |           |           |           |           |           |
| Macedonia del Nord              | 12        | 12=       |           | 12        |           | 17        | 12        | 12        | 12        | 6         |
| Malta                           | 13        |           |           | 1         | 4         | 1         | 6         | 9         | 5         | 19        |
| Moldavia                        | 8         | 6         | 10        | 11        |           |           |           |           |           |           |
| Montenegro                      |           |           |           |           | 14        | 13        |           |           |           |           |
| Paesi Bassi                     | 9         | 2         | 7         | 8         | 8         | 15        | 8         | 4         | 13        | 4         |
| Polonia                         |           |           |           |           |           |           | 11        | 8         | 1         | 1         |
| Portogallo                      |           |           |           |           |           |           |           | 14        | 18        | 16        |
| Russia                          | 2         | 4         | 4         | 4         | 5         | 6         | 4         | 1         | 10        | 13        |
| San Marino                      |           |           |           | 10        | 15        | 14        |           |           |           |           |
| Serbia                          | 3         |           |           |           | 10        | 7         | 17        | 10        | 19        | 10        |
| Spagna                          |           |           |           |           |           |           |           |           |           | 3         |
| Slovenia                        |           |           |           |           | 12        | 3         |           |           |           |           |
| Svezia                          | 11        | 9         | 6         | 9         | 13        |           |           |           |           |           |
| Ucraina                         | 17        | 11        | 1         | 2         | 6         | 11        | 14        | 7         | 4         | 15        |

#### Anni 2020
| 2020-2029                       | 2020-2029 | 2020-2029 | 2020-2029 | 2020-2029 | 2020-2029 | 2020-2029 |
| Paesi partecipanti e debuttanti | 2020 (12) | 2021 (19) | 2022 (16) | 2023 (16) | 2024 (17) | 2025 (18) |
| ------------------------------- | --------- | --------- | --------- | --------- | --------- | --------- |
| Albania                         |           | 14        | 12        | 8         | 7         | -         |
| Armenia                         |           | 1         | 2         | 3         | 8         | -         |
| Azerbaigian                     |           | 5         |           |           |           | -         |
| Bulgaria                        |           | 16        |           |           |           |           |
| Bielorussia                     | 5         |           |           |           |           |           |
| Cipro                           |           |           |           |           | 13        | -         |
| Croazia                         |           |           |           |           |           | -         |
| Estonia                         |           |           |           | 15        | 14        |           |
| Francia                         | 1         | 3         | 1         | 1         | 4         | -         |
| Georgia                         | 6         | 4         | 3         | 14        | 1         | -         |
| Germania                        | 12        | 17        |           | 9         | 11        |           |
| Irlanda                         |           | 18        | 4         | 16        | 15        | -         |
| Italia                          |           | 10        | 11        | 11        | 9         | -         |
| Kazakistan                      | 2         | 8         | 15        |           |           |           |
| Macedonia del Nord              |           | 9         | 14        | 12        | 16        | -         |
| Malta                           | 8         | 12        | 16        | 10        | 5         | -         |
| Montenegro                      |           |           |           |           |           | -         |
| Paesi Bassi                     | 4         | 19        | 7         | 7         | 10        | -         |
| Polonia                         | 9         | 2         | 10        | 6         | 12        | -         |
| Portogallo                      |           | 11        | 8         | 13        | 2         | -         |
| Regno Unito                     |           |           | 5         | 4         |           |           |
| Russia                          | 10        | 7         |           |           |           |           |
| San Marino                      |           |           |           |           | 17        | -         |
| Serbia                          | 11        | 13        | 13        |           |           |           |
| Spagna                          | 3         | 15        | 6         | 2         | 6         | -         |
| Ucraina                         | 7         | 6         | 9         | 5         | 3         | -         |